# Foremarke Hall
Foremarke Hall est une maison de campagne et un manoir géorgien - palladien. Achevé en 1762, le manoir est situé hameau de Foremark, près des hameaux d'Ingleby, Ticknall, Milton et du village de Repton dans le sud du Derbyshire, en Angleterre.
C'est le siège actuel de l'école préparatoire de Repton (connue sous le nom de Repton Prep). Avant de devenir l'école préparatoire, Foremarke Hall est la maison ancestrale de la famille Burdett de Bramcote. Il s'agit d'un bâtiment classé Grade I. 

## Le bâtiment

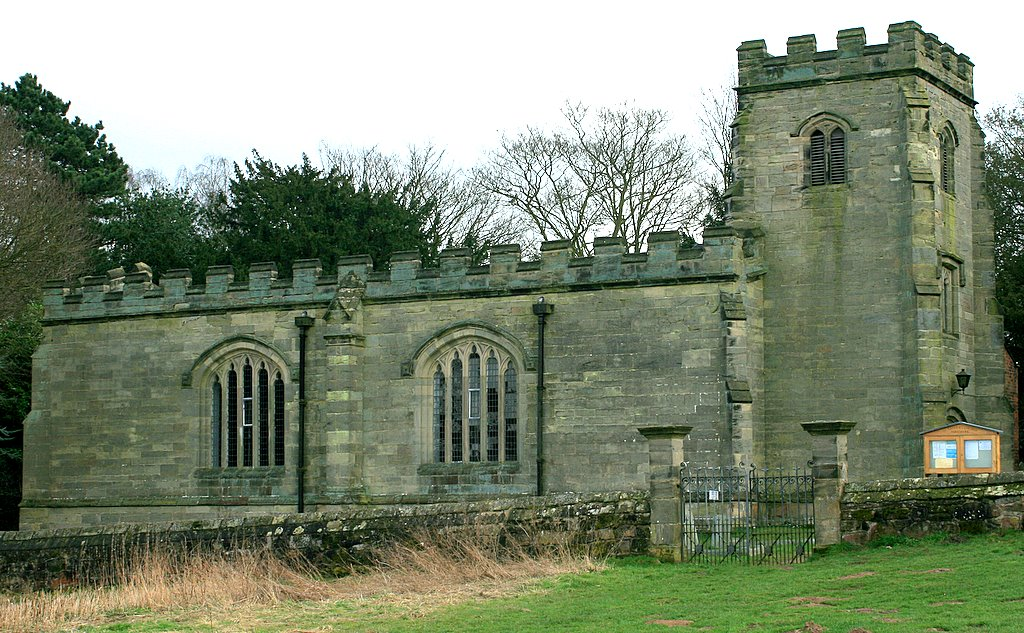
L'église St Sauveur

On sait qu'il y a un bâtiment sur ce site en 1712, mais on peut supposer qu'il est peut-être déjà là depuis un certain temps car Sir Francys Burdett construit l'église Saint-Sauveur à proximité en 1662 et la maison est grande et pratique.

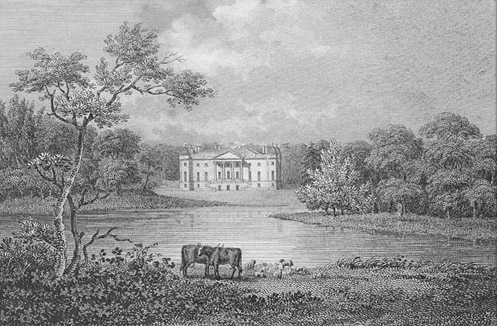
Foremarke Hall dessiné par G. Shepherd, gravé par W. Angus. 1805

Le bâtiment actuel est construit de 1759 à 1761  et est de style architectural géorgien et palladien avec un portique imposant, des dômes cursifs et ronds, une chambre, des piliers et une magnifique façade sud. Un escalier en colimaçon double mène au 1er étage - au balcon rectangulaire et à l'entrée avant à piliers de la salle et dans les quelque 1 000 pieds carrés (92,90304 m2), un hall principal/espace de vie du bâtiment qui se compose de deux grandes cheminées imposantes et d'un lustre en verre. L'entrée est ornée d'une haute double-porte en bois noir, accompagnée de fenêtres à damiers tout aussi impressionnantes. Il y a une imposante entrée arrière de l'autre côté du manoir principal avec des portes et des fenêtres identiques, et qui mène à une cour-patio ornementale décorée. Un autre balcon se trouve à l'extérieur de l'entrée arrière mais est relié à d'imposants escaliers angulaires de chaque côté avec des torsions à angle droit; au lieu de celles en spirale que l'on trouve sur la face avant. Tous les escaliers et balcons sont clôturés avec des piliers stylisés. Il y a une porte située au rez-de-chaussée centrée entre les imposants escaliers, sous les entrées avant et arrière. La porte à l'entrée arrière mène à un petit tunnel et au couloir du rez-de-chaussée; qui est maintenant une pension de famille. De plus, une annexe a été construite comme maison d'hôtes et pour abriter la suite du seigneur avec un couloir au rez-de-chaussée reliant les deux bâtiments. La maison est haute de quatre étages et se compose d'une grande salle au deuxième étage avec un tristement célèbre portrait de Burdett dont les yeux, selon les enseignants et les étudiants de Foremarke, "semblent les regarder directement sous n'importe quel angle". Après que le manoir ait été intégré à la Repton Prep School, un magasin est construit à mi-chemin entre le 1er et le 2e étage au-dessus des bureaux du directeur pour abriter les instruments.
Au 2e étage, entre la bibliothèque et le hall principal, le 3e étage est conçu pour donner un grand espace de deux étages dans lequel de grands portraits de Sir Francis Burdett 5e baronnet et de sa femme Sophia, Lady Burdett ainsi que son père, Francis Burdett, sont exposés. Un escalier en forme de L tapissé de velours à côté de la porte de la bibliothèque mène au 3e étage, une maison bordée de clôtures en bois sculpté géorgien. Un lustre est suspendu au toit de la zone à deux étages. 

## Histoire

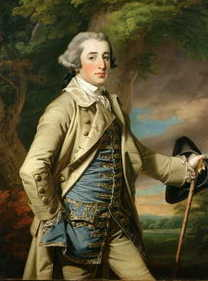
Le fils de Sir Robert Francis Burdett par Francis Cotes en 1764. Il est le père de Sir Francis Burdett et n'a jamais été baronnet car il est mort avant Sir Robert.

Foremarke Hall est construit comme demeure seigneuriale en 1760 par Sir Robert Burdett pour son fils Francis Burdett (à ne pas confondre avec le fils de ce dernier, Francis Burdett). L'architecte est David Hiorns, un célèbre architecte alors dont le cabinet d'architectes à Londres prospère encore aujourd'hui .

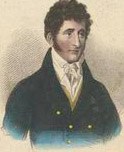
Buste -Portrait d'un très jeune Francis Burdett

Selon un répertoire publié en 1846, la maison est "érigée vers l'an 1762" par Sir Robert Burdett  (4e baronnet de Foremark), remplaçant une maison antérieure sur le site et en faisant l'un des plus anciens bâtiments locaux. Cependant, l'église paroissiale voisine - l'église St Saviour, Ingleby - est érigée et consacrée en 1662 par Sir Francis Burdett 2e baronnet de Foremark.
Les hameaux d'Ingleby  et de Foremarke (parfois appelés manoir) sont inclus dans la seigneurie et possédés par Sir Francis Burdett, 5e baronnet en 1829. Francis épouse Sophia Coutts, fille du riche banquier Thomas Coutts, en 1793, ce qui lui apporte une grande fortune.
La famille Burdett est propriétaire de la maison jusqu'en 1850, date à laquelle l'écuyer Henry Allsop y réside .
Au cours de la Première Guerre mondiale la maison est utilisée par l'armée britannique en tant qu'hôpital militaire. Pendant la Seconde Guerre mondiale, elle est utilisée comme unité de formation des élèves-officiers; la plaque d'identification militaire clouée sur l'un des piliers de la porte d'entrée est toujours présente.
Le manoir peut être orthographié Foremark ou Foremarke (bien que généralement le premier), mais la demeure seigneuriale - c'est-à-dire Foremarke Hall - est toujours orthographié Foremarke. À l'automne 1972, la BBC filme des scènes de Jane Eyre au Foremarke Hall.